# 帝釈バスストップ
帝釈バスストップ（たいしゃくバスストップ）は、広島県庄原市東城町帝釈未渡の中国自動車道上にあるバス停。
帝釈峡の入口ではない。

## 停車する路線
| のりば | 愛称                 | 運行会社               | 行先                                                   | 備考                             |
| ------ | -------------------- | ---------------------- | ------------------------------------------------------ | -------------------------------- |
| 上り線 | 大阪 - 新見・三次線  | 阪急バス・阪急観光バス | 新大阪駅・阪急梅田                                     | 東城〜津山北間での降車はできない |
| 上り線 | みよしワインライナー | 中国バス               | 新大阪駅                                               | 東城〜津山北間での降車はできない |
| 上り線 | 三次・庄原・東城線   | 備北交通               | 東城駅                                                 |                                  |
| 下り線 | 三次・庄原・東城線   | 備北交通               | 庄原BC・三次駅・大塚駅・広島BC・広島駅新幹線口（北口） |                                  |

### バス停へのアクセス
- 備北交通 始終線 竹渡（竹岡）バス停（広島県道23号庄原東城線）

## 隣
E2A 中国自動車道
(BS)哲西BS - (20)東城IC - (PA)帝釈峡PA - (BS)帝釈BS  - (PA)本村PA - (21)庄原IC/BS